# BMW Tennis Championship
O BMW Tennis Championship é uma competição de tênis masculino realizado em piso duro, válido pelo ATP Challenger Tour, em Sunrise, EUA.

## Edições

### Simples
| Ano  | Campeão         | Vice-Campeão       | Placar        |
| ---- | --------------- | ------------------ | ------------- |
| 2010 | Florian Mayer   | Gilles Simon       | 6–4, 6–4      |
| 2009 | Robin Söderling | Tomáš Berdych      | 6–1, 6–1      |
| 2008 | Robin Haase     | Sébastien Grosjean | 5–7, 7–5, 6–1 |
| 2007 | Gaël Monfils    | Andreas Seppi      | 6–3, 1–6, 6–1 |
| 2006 | Dmitry Tursunov | Alberto Martin     | 6–3, 6–1      |
| 2005 | Karol Beck      | Davide Sanguinetti | 6–2, 6–2      |
| 2004 | Jürgen Melzer   | Thomas Enqvist     | 6–3, 4–6, 6–3 |

### Duplas
| Ano  | Campeões                                | Vice-Campeões                          | Placar            |
| ---- | --------------------------------------- | -------------------------------------- | ----------------- |
| 2010 | Martin Damm Filip Polášek               | Lukáš Dlouhý Leander Paes              | 4–6, 6–1, [13–11] |
| 2009 | Eric Butorac Bobby Reynolds             | Jeff Coetzee Jordan Kerr               | 5–7, 6–4, 10–4    |
| 2008 | Janko Tipsarević Dušan Vemić            | Kristof Vliegen Peter Wessels          | 6–2, 7–6(6)       |
| 2007 | Konstantinos Economidis Kristof Vliegen | Juan Martín del Potro Sebastián Prieto | 6–3, 6–4          |
| 2006 | Petr Pála Robin Vik                     | Goran Dragicevic Dmitry Tursunov       | 6–4, 6–2          |
| 2005 | Rick Leach Travis Parrott               | Jan-Michael Gambill Mark Philippoussis | walkover          |
| 2004 | Igor Andreev Dmitry Tursunov            | Kenneth Carlsen Thomas Enqvist         | 6–3, 6–7(3), 7–5  |